# Championnat d'Allemagne de football 1942-1943
Navigation
Meisterschaft
(Gauligen)
1941-1942 Meisterschaft
(Gauligen)
1943-1944
La saison 1942-1943 du Championnat d'Allemagne de football était la 36e édition de la première division allemande.

Vingt-neuf clubs -un record- participent à la compétition nationale, il s'agit des 29 vainqueurs des Gauligen, les championnats régionaux mis en place par le régime nazi.
Le championnat national se joue sous forme de coupe, avec match simple à élimination directe. 4 des 29 clubs sont exempts de premier tour et rentrent directement en 1/8 de finale.
C'est le Dresdner SC qui remporte le titre en battant en finale le FV Saarbrücken. C'est le premier titre de champion d'Allemagne de l'histoire du club.

## Les 29 clubs participants
| - Ostpreußen : VfB Königsberg - Poméranie : LSV Putniz - Brandebourg : BSV 92 Berlin - Niederschliesen : LSV Reinecke Brieg - Oberschliesen : FV Germania Königshütte - Sachsen : Dresdner SC - Centre : SV Dessau 05 - Westphalie : Schalke 04 - Niederrhein : Westende Hamborn - Hesse-Nassau : Kickers Offenbach - Bade : VfR Mannheim - Elsaß : FC Mülhausen 1893 - Wurttemberg : VfB Stuttgart - Ostmark : First Vienna FC - Sudetenland : MSV Brunn | - Danzig-Westpreußen : SV Neufahrwasser - Generalgouvern. : SG Warschau - Kurhessen : SV 06 Kassel - Wartheland : DMW Posen - Moselland : TuS Neuendorf - Westmark : FV Saarbrücken - Schleswig-Holstein : Holstein Kiel - Nordbayern : FC Nuremberg - Sudbayern : TSV Munich 1860 - Hambourg : SC Victoria Hambourg - Sudhannover-Br. : Eintracht Braunschweig - Weser-Ems : SV Wilhelmshaven - Koln-Aachen : SV Viktoria Cologne - Mecklenburg : TSG Rostock |

## Compétition

### Tour préliminaire
- Ce tour préliminaire est joué en matchs aller et retour les 11 et 18 avril 1943.

| Équipe 1      | Résultat | Équipe 2    | Aller | Retour |
| ------------- | -------- | ----------- | ----- | ------ |
| Holstein Kiel | 5 - 1    | TSG Rostock | 4 - 0 | 1 - 1  |

### Premier tour
4 équipes sont exemptées et entrent directement en huitièmes de finale.
- Tous les matchs ont eu lieu le 2 mai 1943 (Match d'appui le 9 mai 1943)

| Équipe 1                | Résultat | Équipe 2                |
| ----------------------- | -------- | ----------------------- |
| Dresdner SC             | 2 - 1    | SV Dessau 05            |
| Eintracht Braunschweig  | 5 - 1    | SC Victoria Hambourg    |
| BSV 92 Berlin           | 2 - 2    | LSV Putnitz             |
| FV Saarbrücken          | 5 - 1    | FC Mülhausen 1893       |
| LSV Reinecke Brieg a.p. | 4 - 3    | FV Germania Königshütte |
| Schalke 04 T            | 8 - 1    | SV 06 Kassel            |
| SG Warschau             | 3 - 1    | DWM Posen               |
| TSV Munich 1860         | 3 - 0    | VfB Stuttgart           |
| VfB Königsberg          | 3 - 1    | SV Neufahrwasser        |
| VfR Mannheim            | 3 - 1    | FC Nuremberg            |
| First Vienna FC         | 5 - 2    | MSV Brunn               |
| SV Viktoria Cologne     | 2 - 0    | TuS Neuendorf           |

| Équipe 1      | Résultat | Équipe 2    |
| ------------- | -------- | ----------- |
| BSV 92 Berlin | 2 - 0    | LSV Putnitz |

### Huitièmes de finale
- Tous les matchs ont eu lieu le 16 mai 1943.

| Équipe 1        | Résultat | Équipe 2               |
| --------------- | -------- | ---------------------- |
| Dresdner SC     | 4 - 0    | Eintracht Braunschweig |
| FV Saarbrücken  | 5 - 0    | SV Viktoria Cologne    |
| Holstein Kiel   | 2 - 0    | BSV 92 Berlin          |
| Schalke 04 T    | 4 - 1    | SV Wilhelmshaven       |
| TSV Munich 1860 | 2 - 0    | Kickers Offenbach      |
| VfB Königsberg  | 5 - 1    | SG Warschau            |
| First Vienna FC | 8 - 0    | LSV Reinecke Brieg     |
| VfR Mannheim    | 8 - 1    | Westende Hamborn       |

- Après ce tour, pour avoir aligné un joueur non-qualifié, le VfB Königsberg est disqualifié et remplacé en quarts de finale par le club qu'il a éliminé lors du premier tour, le SV Neufahrwasser.

### Quarts de finale
- Tous les matchs ont eu lieu le 30 mai 1943.

| Équipe 1        | Résultat | Équipe 2         |
| --------------- | -------- | ---------------- |
| Dresdner SC     | 4 - 0    | SV Neufahrwasser |
| FV Saarbrücken  | 3 - 2    | VfR Mannheim     |
| Holstein Kiel   | 4 - 1    | Schalke 04 T     |
| First Vienna FC | 2 - 0    | TSV Munich 1860  |

### Demi-finale
- Tous les matchs ont eu lieu le 13 juin 1943.

| Équipe 1       | Résultat | Équipe 2        |
| -------------- | -------- | --------------- |
| Dresdner SC    | 3 - 1    | Holstein Kiel   |
| FV Saarbrücken | 2 - 1    | First Vienna FC |

### Match pour la3eplace
| 26 juin 1943 | Holstein Kiel | 4 - 1 | First Vienna FC | Poststadion, Berlin |  |
|              |               |       |                 |                     |  |

### Finale
| 27 juin 1943 | Dresdner SC              | 3 - 0 | FV Saarbrücken | Olympiastadion, Berlin |
|              | Erdl · Schubert · Kugler |       |                |                        |

## Bilan de la saison
| Tableau d'Honneur                   |                 |
| Compétition                         | Vainqueur       |
| Championnat d'Allemagne de football | Dresdner SC     |
| Coupe d'Allemagne de football       | First Vienna FC |